# Maria von Witebsk
Maria von Witebsk († vor 1349) war die erste Ehefrau von Algirdas, dem späteren Großfürsten Litauens. Die Heirat fand um das Jahr 1318 statt. Sehr wenig ist über ihr Leben bekannt.

## Leben
Maria war das einzige Kind des russischen Fürsten Jaroslaw und damit die einzige Thronfolgerin des Fürstentums Vitebsk. Nach dem Tod ihres Vaters um das Jahr 1345 fiel Vitebsk permanent unter die Kontrolle von Algirdas und den anderen Gediminiden.
Maria hatte fünf Söhne, die alle aufwuchsen, als Algirdas noch ein regionaler Fürst in den slawischen Gebieten des Großfürstentums Litauen war. All ihre Söhne wurden orthodox getauft. Sie herrschten über die russischen Ländereien und trugen dadurch zur Bedeutung prominenter russischer Adelsgeschlechter wie den Trubezkoi von Dmitri von Brjansk, den Czartoryski von Konstantin, den Sanguszko von Fiodor und den Belski und Olelkowicz Słucki von Wladimir Olgerdowitsch bei.
Nach Marias Tod heiratete Algirdas Uljana von Twer, eine andere russische Fürstin. Nach Algirdas’ Tod kämpften Marias und Uljanas älteste Söhne um die Erbschaft.